# J. Warren Kerrigan
Pour les articles homonymes, voir Kerrigan.

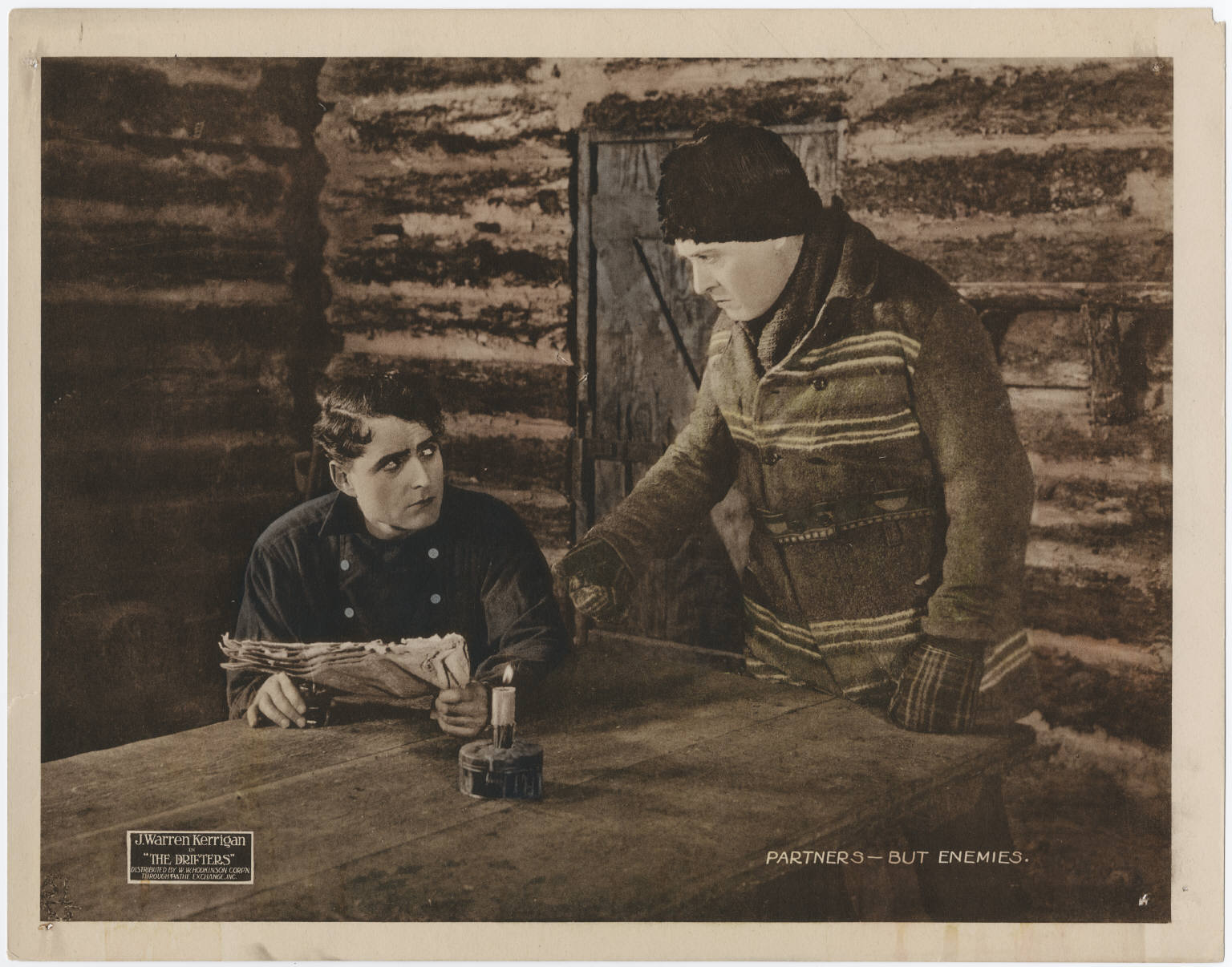
J. Warren Kerrigan (assis) dans The Drifters en 1919.

J. Warren Kerrigan (de son vrai nom George Jack Warren Kerrigan) est un acteur, réalisateur et scénariste américain, né à Louisville (Kentucky) le 25 juillet 1879 et mort d'une broncho-pneumonie à Balboa Beach (Californie) le 9 juin 1947.

## Biographie
J. Warren Kerrigan est l'un des acteurs les plus populaires du cinéma américain au temps du muet. Né à Louisville d'une famille aisée, Kerrigan se passionne très jeune pour le théâtre. Il débute sur scène en 1897 et s'impose vite comme l'un des meilleurs acteurs de théâtre.
Lors d'une tournée à Chicago, il devient membre de la troupe chez Essanay. Dès 1910, il obtient de petits rôles dans la maison de production.
En 1911, il rejoint l'American Film Company et tourne plusieurs films sous la direction d'Allan Dwan.
Grâce à l'appui de Carl Laemmle, il entre à Universal en 1913. En 1923, James Cruze lui confie le rôle principal de La Caravane vers l'Ouest. Pour son dernier rôle à l'écran, en 1924, il incarne le Capitaine Blood dans la première version du film.
Il est le frère de l'actrice Kathleen Kerrigan (1868–1957) et de l'acteur Wallace Kerrigan (1881–1953).
Kerrigan a vécu avec son partenaire James Carroll Vincent d'environ 1914 jusqu'à la mort de Kerrigan en 1947.

## Filmographie

### Comme acteur
- 1910 : A Touching Affair
- 1910 : Her Husband's Deception
- 1910 : Girlies
- 1911 : The Gold Lust
- 1911 : The Poisoned Flume
- 1911 : The Boss of Lucky Ranch
- 1911 : The Opium Smuggler
- 1911 : Strategy
- 1911 : Bud Nevins, Bad Man
- 1911 : A California Love Story

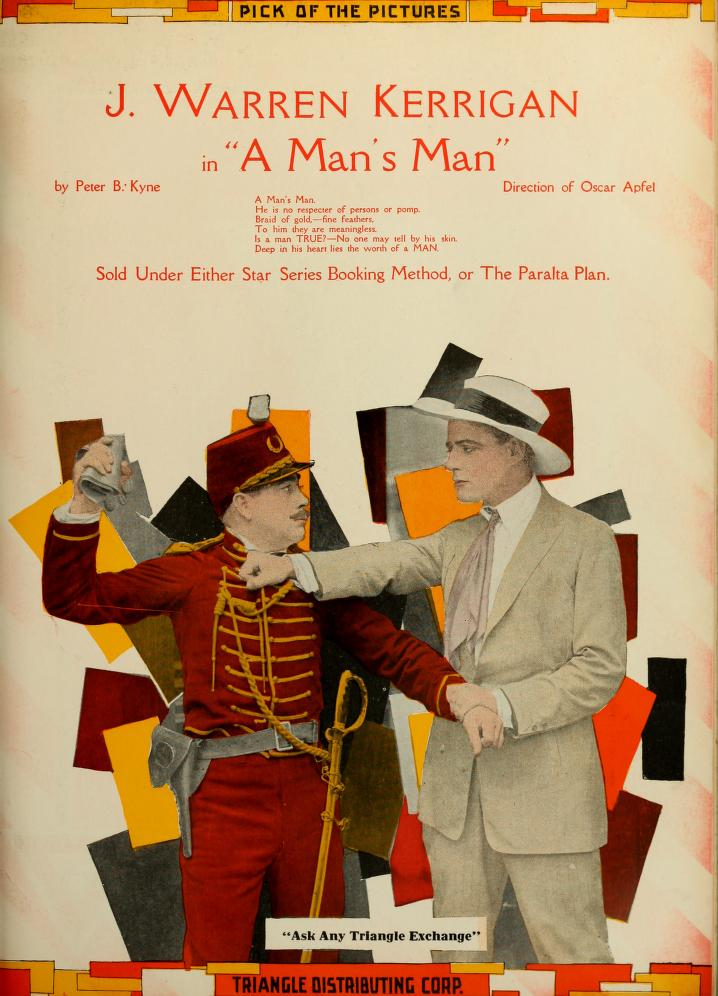
A Man's Man (1917)

- 1911 : Three Daughters of the West
- 1911 : The Sheriff's Sisters
- 1911 : The Test
- 1911 : The Smoke of the .45
- 1911 : Bonita of El Cajon
- 1911 : The Sheepman's Daughter
- 1911 : Crazy Gulch
- 1911 : As in a Looking Glass
- 1911 : A Trooper's Heart
- 1911 : The Sheriff's Captive
- 1911 : The Ranchman's Vengeance
- 1911 : The Parting of the Trails
- 1911 : A Cowboy's Sacrifice
- 1911 : A Western Dream
- 1911 : Branding a Bad Man
- 1911 : A Daughter of Liberty
- 1911 : The Witch of the Range
- 1911 : The Ranch Tenor
- 1911 : Rattlesnakes and Gunpowder
- 1911 : The Sage-Brush Phrenologist
- 1911 : The Elopement on Double L Ranch
- 1911 : $5000 Reward, Dead or Alive
- 1911 : Law and Order on the Bar-L Ranch
- 1911 : The Broncho Buster's Bride
- 1911 : The Cowboy's Ruse
- 1911 : The Yiddisher Cowboy
- 1911 : The Ranch Chicken
- 1911 : Cupid in Chaps
- 1911 : The Cowboy's Deliverance
- 1911 : The Cattle Thief's Brand
- 1911 : The Outlaw's Trail
- 1911 : The Sky Pilot's Intemperance
- 1911 : The Hermit's Gold
- 1911 : The Circular Fence
- 1911 : The Rustler Sheriff
- 1911 : The Actress and the Cowboys
- 1911 : A Western Waif
- 1911 : Cattle, Gold and Oil
- 1911 : The Ranch Girl
- 1911 : The Brand of Fear
- 1911 : The Blotted Brand
- 1911 : Auntie and the Cowboys
- 1911 : Three Million Dollars
- 1911 : The Cowboy and the Artist
- 1911 : The Gun Man
- 1911 : The Love of the West
- 1911 : The Land Thieves
- 1911 : The Lonely Range
- 1911 : The Horse Thief's Bigamy
- 1911 : The Trail of the Eucalyptus
- 1911 : The Water War
- 1911 : The Three Shell Game
- 1911 : The Mexican
- 1911 : The Last Notch
- 1911 : The Eastern Cowboy
- 1911 : The Way of the West
- 1911 : The Angel of Paradise Ranch
- 1911 : Jolly Bill of the Rocking R
- 1911 : The Ranchman's Nerve
- 1912 : The Power of Love
- 1912 : The Range Detective
- 1912 : The Grub Stake Mortgage
- 1912 : The Distant Relative
- 1912 : Where Broadway Meets the Mountains
- 1912 : The Mormon
- 1912 : Love and Lemons
- 1912 : An Innocent Grafter
- 1912 : Society and Chaps
- 1912 : From the Four Hundred to the Herd
- 1912 : The Broken Ties
- 1912 : The Tramp's Gratitude
- 1912 : The End of the Feud
- 1912 : The Eastern Girl
- 1912 : Driftwood
- 1912 : The Tell-Tale Shells
- 1912 : The Agitator
- 1912 : The Haters
- 1912 : The Thread of Life
- 1912 : The Wandering Gypsy
- 1912 : The Reward of Valor
- 1912 : The Brand
- 1912 : The Green-Eyed Monster
- 1912 : Cupid Through Padlocks
- 1912 : The Vengeance That Failed
- 1912 : The Coward
- 1912 : The Real Estate Fraud
- 1912 : The Daughters of Senor Lopez
- 1912 : The Land Baron of San Tee
- 1912 : Their Hero Son
- 1912 : Fidelity
- 1912 : The Law of God
- 1912 : The Meddlers
- 1912 : A Bad Investment
- 1912 : The Canyon Dweller
- 1912 : After School
- 1912 : The Jealous Rage
- 1912 : The Marauders
- 1912 : The Maid and the Man
- 1912 : Father's Favorite
- 1912 : For the Good of Her Men
- 1912 : Calamity Anne's Ward
- 1912 : The Will of James Waldron
- 1912 : The Foreclosure
- 1912 : Under False Pretenses
- 1912 : The Simple Love
- 1912 : Her Own Country
- 1912 : The Intrusion at Lompoc
- 1912 : The Thief's Wife
- 1912 : The Recognition
- 1912 : The Blackened Hills
- 1912 : The Girl of the Manor
- 1912 : A Life for a Kiss
- 1912 : The Dawn of Passion
- 1912 : The Weaker Brother
- 1912 : The Wordless Message
- 1912 : The Evil Inheritance
- 1912 : The Stranger at Coyote
- 1912 : The Bandit of Point Loma
- 1912 : The Call of the Open Range
- 1912 : The Land of Death
- 1912 : The Fear
- 1912 : The Best Man Wins
- 1912 : Maiden and Men
- 1912 : Man's Calling
- 1912 : The Outlaw Colony
- 1912 : The Heart of a Soldier
- 1912 : The Animal Within
- 1912 : Loneliness of Neglect
- 1912 : The Greaser and the Weakling
- 1912 : The Reformation of Sierra Smith
- 1912 : Jack of Diamonds
- 1913 : The Adventures of Jacques
- 1913 : Another Man's Wife
- 1913 : The Wishing Seat
- 1913 : The Restless Spirit
- 1913 : An Eastern Flower
- 1913 : Love Is Blind
- 1913 : Boobs and Bricks
- 1913 : Woman's Honor
- 1913 : Angel of the Canyons
- 1913 : The Field Foreman
- 1913 : Women Left Alone
- 1913 : Her Big Story
- 1913 : Matches
- 1913 : Ashes of Three
- 1913 : Back to Life
- 1913 : The Great Harmony
- 1913 : The Finer Things
- 1913 : The Barrier of Bars
- 1913 : The Road to Ruin
- 1914 : Jack Meets His Waterloo
- 1914 : Samson
- 1915 : The Stool Pigeon
- 1916 : The Pool of Flame d'Otis Turner
- 1916 : A Son of the Immortals
- 1918 : Three X Gordon d'Ernest C. Warde
- 1918 : One Dollar Bid d'Ernest C. Warde
- 1919 : The Drifters de Jesse D. Hampton
- 1923 : La Caravane vers l'Ouest (The Covered Wagon) de James Cruze
- 1923 : Le Raz-de-marée (Thundering Dawn) de Harry Garson
- 1924 : Hello, 'Frisco de Slim Summerville
- 1924 : Le Captain Blood

### Comme réalisateur
- 1915 : The Widow's Secret
- 1916 : The Melody of Love

### Comme scénariste
- 1913 : Jack Meets His Waterloo (+ histoire)